# Eastern Conference (NHL)
La Eastern Conference (in francese: Conférence de l'Est) è una delle due conference della National Hockey League (NHL) utilizzata per dividere le squadre. La sua controparte è la Western Conference.
Nota precedentemente con il nome di Prince of Wales Conference (o Wales Conference), venne creata nel 1974 quando la NHL riorganizzò le proprie squadre in due conference e quattro divisioni. Dato che le nuove conference e divisioni non avevano particolari riferimenti con la geografia del Nord America, i riferimenti geografici vennero rimossi. La conference prese il nome dal Prince of Wales Trophy, trofeo che attualmente viene assegnato alla squadra vincitrice della conference.
Le conference e le divisioni vennero riorganizzate nel 1981 per riflettere meglio le ubicazioni geografiche delle squadre, ma i nomi esistenti vennero mantenuti, e la Wales Conference divenne la conference delle squadre localizzate nell'Est del Nord America. I nomi delle conference e delle divisioni vennero infine cambiati nel 1993 per inquadrare meglio le zone geografiche. Il nuovo commissario della NHL di quel periodo, Gary Bettman, fece il cambiamento per aiutare chi non seguiva l'hockey a capire meglio il gioco, in modo analogo alla NBA. La NFL e la MLB invece, mantengono una suddivisione geografica riguardante le sole divisioni all'interno di due league che coprono l'intero territorio nordamericano.

## Divisioni
Prima della riorganizzazione del 1993, la Wales Conference consisteva di due divisioni: la Adams Division e la Patrick Division. Fino al 2013 invece la Eastern Conference comprese 15 squadre suddivise in tre divisioni: Atlantic, Northeast, e Southeast. Dopo la riforma del 2013 le divisioni tornarono ad essere solo due:
Atlantic Division
- Boston Bruins
- Buffalo Sabres
- Detroit Red Wings
- Florida Panthers
- Montreal Canadiens
- Ottawa Senators
- Tampa Bay Lightning
- Toronto Maple Leafs

Metropolitan Division
- Carolina Hurricanes
- Columbus Blue Jackets
- New Jersey Devils
- New York Islanders
- New York Rangers
- Philadelphia Flyers
- Pittsburgh Penguins
- Washington Capitals

## Campioni

### Vincitori del Prince of Wales Trophy
- 1993-94 -  New York Rangers
- 1994-95 -  New Jersey Devils
- 1995-96 -  Florida Panthers
- 1996-97 -  Philadelphia Flyers
- 1997-98 -  Washington Capitals
- 1998-99 -  Buffalo Sabres
- 1999-00 -  New Jersey Devils
- 2000-01 -  New Jersey Devils
- 2001-02 -  Carolina Hurricanes
- 2002-03 -  New Jersey Devils
- 2003-04 -  Tampa Bay Lightning
- 2004-05 - non disputato a causa del lockout
- 2005-06 -  Carolina Hurricanes
- 2006-07 -  Ottawa Senators
- 2007-08 -  Pittsburgh Penguins
- 2008-09 -  Pittsburgh Penguins

- 2009-10 -  Philadelphia Flyers
- 2010-11 -  Boston Bruins
- 2011-12 -  New Jersey Devils
- 2012-13 -  Boston Bruins
- 2013-14 -  New York Rangers
- 2014-15 -  Tampa Bay Lightning
- 2015-16 -  Pittsburgh Penguins
- 2016-17 -  Pittsburgh Penguins
- 2017-18 -  Washington Capitals
- 2018-19 -  Boston Bruins
- 2019-20 -  Tampa Bay Lightning
- 2020-21 -  Tampa Bay Lightning
- 2021-22 -  Tampa Bay Lightning
- 2022-23 -  Florida Panthers
- 2023-24 -  Florida Panthers

### Squadre vincitrici della Stanley Cup
- 1975-76 -  Montreal Canadiens
- 1976-77 -  Montreal Canadiens
- 1977-78 -  Montreal Canadiens
- 1978-79 -  Montreal Canadiens
- 1981-82 -  New York Islanders
- 1982-83 -  New York Islanders
- 1985-86 -  Montreal Canadiens
- 1990-91 -  Pittsburgh Penguins
- 1991-92 -  Pittsburgh Penguins
- 1992-93 -  Montreal Canadiens
- 1993-94 -  New York Rangers
- 1994-95 -  New Jersey Devils

- 1999-00 -  New Jersey Devils
- 2002-03 -  New Jersey Devils
- 2003-04 -  Tampa Bay Lightning
- 2005-06 -  Carolina Hurricanes
- 2008-09 -  Pittsburgh Penguins
- 2010-11 -  Boston Bruins
- 2015-16 -  Pittsburgh Penguins
- 2016-17 -  Pittsburgh Penguins
- 2017-18 -  Washington Capitals
- 2019-20 -  Tampa Bay Lightning
- 2020-21 -  Tampa Bay Lightning
- 2023-24 -  Florida Panthers